# اسید فولیک
اسید فولیک یا فولیک اسید که به نام‌های ویتامین B۹ یا ویتامین Bc یا فولات نیز خوانده می‌شود، یکی از ویتامین‌های ب است. این ویتامین که برای بسیاری از اعمال بدن از جمله سلامتی سیستم عصبی، خون و یاخته‌ها حیاتی و اساسی است، می‌تواند به روش تزریقی یا خوراکی مصرف شود و بدن را در مقابل بیماری‌های قلبی، نقصهای مادر زادی، پوکی استخوان و سرطان‌های مشخصی حفظ می‌کند.
در فراورده‌های غذایی (برای مثال جوشیده یا حرارت داده شده) اسید فولیک از بین می‌رود. نگه داشتن غذا در حرارت اتاق به‌مدت طولانی نیز می‌تواند محتوای اسید فولیک آن را از بین ببرد. این ماده در ساخت طبیعی سلول‌های بدن مؤثر است.

## میزان مجاز توصیه شده در رژیم غذایی (RDA)
- شیرخواران زیر ۶ ماه: ۲۵ میکروگرم
- ۶ تا ۱۲ ماه: ۳۵ میکروگرم
- بچه‌های ۱ تا ۳ سال: ۵۰ میکروگرم
- بچه‌های ۴ تا ۶ سال: ۷۵ میکروگرم
- پسران و دختران ۱۱ تا ۱۴ سال ۱۵۰ میکروگرم
- مردان ۱۵ سال و بالاتر: ۴۰۰ میکروگرم
- زنان ۱۵ سال و بالاتر: ۴۰۰ میکروگرم
- خانم‌های حامله: ۶۰۰ میکروگرم
- زنان شیرده: ۵۰۰ میکروگرم

#### اهمیت فولیک اسید در بارداری
فولیک اسید در تکامل کانال‌های عصبی نقش عمده‌ای دارد. کمبود این ویتامین در دوران بارداری می‌تواند موجب نقایص مغزی و نخاعی شود.
مطالعات نشان می‌دهد نقایص مادر‌زادی در نوزادانی که مادران آنها در زمان بارداری و مخصوصاً ۱۲ هفته اول بارداری فولیک اسید کافی دریافت کرده‌اند، تا ۷۰ درصد کاهش میابد.
همچنین دریافت میزان کافی فولیک اسید (فولات) می‌تواند تا حدود شانس ابتلا به سرطان خون را کاهش دهد.
مطالعات نشان می‌دهد در مناطقی که کمبود فولیک اسید شایع است خطر سقط جنین یا مرگ زود‌هنگام جنین نیز بالاتر از سایر مناطق می‌باشد.